# سیارک ۲۵۰۶۵
سیارک ۲۵۰۶۵ (به انگلیسی: 25065 Lautakkin، نامگذاری:1998QW85) بیست و پنج هزار و شصت و پنجمین سیارک کشف شده‌است که در ۲۴ اوت ۱۹۹۸ کشف شد.
قدر مطلق سیارک برابر ۱۷.۰ است.